# Виттори, Карло
Карло Виттори (итал. Carlo Vittori; 10 марта 1931, Асколи-Пичено, Марке — 24 декабря 2015, Асколи-Пичено, Марке) — итальянский легкоатлет, выступавший в беге на короткие дистанции; тренер. Участник летних Олимпийских игр 1952 года.

## Биография
Карло Виттори родился 10 марта 1931 года в итальянском городе Асколи-Пичено.
Выступал в легкоатлетических соревнованиях за «Либертас» из Асколи-Пичено. В 1952—1953 годах дважды выигрывал чемпионат Италии в беге на 100 метров.
В 1951—1954 годах восемь раз выступал за сборную Италии на международных соревнованиях.
В 1952 году вошёл в состав сборной Италии на летних Олимпийских играх в Хельсинки. В беге на 100 метров занял в забеге 1/8 финала 2-е место с результатом 10,98 секунды, в четвертьфинале — последнее, 6-е место (11,19), уступив 0,27 секунды попавшему в полуфинал с 3-го места Владимиру Сухареву из СССР. В эстафете 4х100 метров сборная Италии, за которую также выступали Франко Леччезе, Антонио Сидди и Джорджо Собреро, заняла в четвертьфинале 2-е место (41,73), но не участвовала в полуфинале.
После окончания выступлений стал тренером. В 1969—1986 годах был руководителем спринтерского сектора Федерации лёгкой атлетики Италии.
Среди его воспитанников — олимпийский чемпион 1980 года в беге на 200 метров, рекордсмен мира и Европы Пьетро Меннеа, мировой рекордсмен в беге на 800 метров Марчелло Фьясконаро, Донато Сабиа, Пьер-Франческо Павони.
В 1987—1990 годах работал в футбольном клубе «Фиорентина», где отвечал за физическую подготовку молодёжных команд и восстановление травмированных игроков главной команды. В частности, он помог восстановиться после тяжёлой травмы колена нападающему Роберто Баджо.
Умер 24 декабря 2015 года в Асколи-Пичено.

## Личный рекорд
- Бег на 100 метров — 10,6 (1952)[3]